# HARMONY STAR
『HARMONY STAR』（ハーモニー スター）は、椎名へきるの1枚目のセルフカバーアルバム。2024年5月8日にキングレコードから発売。

## 概要
デビュー30周年を記念した椎名初のセルフカバー・アルバム。代表曲の中から厳選された12曲を収録、さらに、ボーナス・トラックとして、アニメ作品主題歌3曲をカバー。
キングレコードのデジタル直販サイト「KING RECORDS digital」にて、「デジジャケ【デジタルフォトブック付】」が数量限定で登場している。デジジャケ限定で、椎名の撮り下ろし全36ページのデジタルフォトブック付。NFT Mediaとして、それぞれにシリアルナンバーも入った、購入者一人ひとりにとって唯一無二の商品となっている。
アルバムジャケットは、椎名の、今まで道を切り開いてきた姿、この後、さらに道を切り開く強さをイメージし、手にはFLAGを持ち、新たな未来を切り開く、凛とした姿がデザインされている。

## 収録曲
1. 風が吹く丘
8thシングル。
2. -赤い華- You're gonna change to the flower
13thシングル。
3. だめよ!だめよ!だめよ!!
5thシングル。
4. 空想メトロ
2ndアルバム「Respiration」
5. 目を覚ませ、男なら
3rdシングル。
6. ガンバレ
11thシングル「この世で一番大切なもの」収録。
7. 246
コラボシングル「漂流者」収録。
8. Graduater
9thシングル。
9. One
17thアルバム「RIGHT BESIDE YOU」。
10. 空をあきらめない
4thシングル。
11. MOTTOスイーツ
24thシングル。
12. 旅立ちの唄
33thシングル。
ボーナス・トラック
13. ブルーウォーター
森川美穂のカバー曲。アニメ『ふしぎの海のナディア』主題歌。
14. JUST COMMUNICATION
TWO-MIXのカバー曲。アニメ『新機動戦記ガンダムW』OPテーマ。
15. ゆずれない願い
田村直美のカバー曲。アニメ『魔法騎士レイアース』主題歌。